# Schizopetalon arcuatum
Schizopetalon arcuatum är en korsblommig växtart som beskrevs av Al-shehbaz. Schizopetalon arcuatum ingår i släktet Schizopetalon och familjen korsblommiga växter. Inga underarter finns listade i Catalogue of Life.